# Rune Factory Frontier
Rune Factory: Frontier (ルーンファクトリー フロンティア Rūn Fakutorī Furontia) là một trò chơi video mô phỏng nông trại nhập vai hành động do Neverland phát triển, Marvelous Entertainment phát hành tại Nhật Bản, Xseed Games ở Bắc Mỹ và Rising Star Games ở Châu Âu cho Wii. Đây là phần thứ ba trong loạt Rune Factory.

## Tóm tắt
Frontier bắt đầu với việc Raguna đang trên đường đi tìm kiếm một cô gái mất tích, Mist, cô đã chuyển đến một thị trấn mới vì có ai đó gọi cô trong giấc mơ. Raguna cũng chuyển vào thị trấn, sống trong ngôi nhà bên cạnh một cánh đồng. Sau đó Raguna phát hiện ra rằng hòn đảo cá voi trên bầu trời lại có nguy cơ bị rơi xuống thị trấn. 
Bằng cách nào đó số phận của Mist và một cô gái khác tên là Iris lại bị trói chặt với hòn đảo cá voi này. Anh bắt đầu chiến đấu với những quái vật song song với việc kiếm sống ở Trampoli. Sau khi đi qua các hang động, anh vô tình tìm thấy được những điều bí ẩn hết sức kỳ lạ.

## Cách chơi
Người chơi có thể sở hữu một trang trại. Có 4 mùa rõ rệt trong năm, 3 trong số đó có thể trồng các loại cây trồng khác nhau. Ví dụ như: Dâu tây và củ cải vào mùa xuân, cà chua và dứa vào mùa hè, và khoai mỡ vào mùa thu. Có nhiều loại cây trồng khác nhau, và người chơi có thể trồng hoa, tất cả đều có thể được bán để lấy vàng (loại tiền tệ trong trò chơi.) 
Làm nông chỉ là một nửa của trò chơi. Nửa còn lại là khám phá hang động. Có bốn hang động rất khác nhau, ba trong số đó đại diện cho bốn mùa khác nhau (hang thứ ba đại diện cho cả mùa thu và mùa đông). Trong các hang tối này, cây trồng liên kết với mùa của hang đó có thể được trồng bên trong. Hang động thứ tư, Đảo Cá voi, không bị bắt buộc theo mùa, và tất cả các loại cây trồng có thể được trồng ở đó bất cứ lúc nào.
Một tính năng khác là khái niệm phân phối Runey. Runey có bốn biến thể khác nhau: nước, đá, cây và cỏ. Runeys đại diện cho hệ sinh thái của Trampoli; khi Runeys đạt đến mức hoàn hảo, khu vực mà chúng chiếm giữ đạt đến trạng thái Prosperity và hạt giống ở khu vực đó sẽ phát triển nhanh hơn nhiều so với bình thường. Tuy nhiên, ngay cả khi một khu vực của Trampoli trở thành không có Runeys, hệ sinh thái sụt giảm và cây trồng phát triển chậm hơn nhiều so với bình thường. Runey có thể được phân phối lại từ khu vực này sang khu vực khác bằng cách sử dụng một công cụ có tên là Harvester. Cứ chín vụ mùa trên cánh đồng trước nhà của nhân vật chính lại sinh ra một Runey mỗi ngày.
Ngoài ra tiêu chuẩn cho các trò chơi liên quan đến Harvest Moon/Story of Seasons là hệ thống xã hội và hôn nhân. Trong Rune Factory: Frontier, có tổng cộng 13 cô gái để kết hôn, cũng như nhiều người dân thị trấn khác mà Raguna có thể giao lưu. Hệ thống xã hội liên quan đến việc nói chuyện với người dân thị trấn cũng như tặng quà cho họ, có thể tăng, giảm hoặc làm cho tình cảm của họ được giữ nguyên. Là người chơi, bạn phải tìm hiểu những gì mỗi người dân trong thị trấn thích và không thích rồi tặng quà cho họ. Ngoài ra, bạn có thể có được cảm tình bằng cách tham gia và chiến thắng các cuộc thi tại lễ hội, hoặc làm điều gì đó  với mục đích chỉ làm tăng tình cảm của một người nào đó, chẳng hạn như duy trì trang trại của bạn.

## Phát triển
Trò chơi được công bố trong một cuộc phỏng vấn giữa Cubed³ và Wada Yasuhiro, người sáng tạo ra loạt Story of Seasons, vào ngày 6 tháng 6 năm 2007. Một năm sau, trò chơi đăng thông tin đầy đủ vào ngày 4 tháng 6 năm 2008 trên tạp chí Famitsu của Nhật Bản.

## Tiếp nhận
Trò chơi đã nhận được "đánh giá chung thuận lợi" theo trang web tổng hợp đánh giá Metacritic. Nhà báo Mark Bozon của IGN ca ngợi thiết kế của trò chơi, so sánh nó với các tựa trò chơi hay nhất trong loạt Harvest Moon/Rune Factory. Ông cũng ca ngợi hình ảnh và thiết kế thế giới trong trò chơi, nhưng nhấn mạnh phần bắt đầu trò chơi và cách nó phát triển cốt truyện thiếu tính trực quan. Tại Nhật Bản, Famitsu đã cho trò chơi một điểm tám và ba điểm bảy với tổng điểm 29 trên 40.